# GJ 163
GJ 163 (Gliese 163/Глизе 163) — одиночная звезда, которая находится в созвездии Золотая Рыба на расстоянии около 48,9 световых лет (15 пк) от Солнца. Вокруг звезды обращаются, как минимум, три планеты.

## Характеристики
GJ 163 представляет собой звезду 11,8 видимой звёздной величины; она не видна невооружённым глазом. Впервые упоминается в каталоге Глизе. Это тусклый красный карлик, имеющий массу, равную 40 % солнечной. Светимость звезды равна всего лишь 2 % солнечной светимости. Возраст GJ 163 оценивается в 1—10 миллиардов лет.

## Планетная система
За системой GJ 163 уже несколько лет наблюдает группа европейских астрономов с помощью спектрографа HARPS. В 2012 году ими были открыты две планеты: GJ 163 b и GJ 163 c. Обе планеты могут быть суперземлями или же оказаться малыми нептунами, имеющие массу равную 3 % и 2 % масс Юпитера соответственно. Обе планеты обращаются очень близко к родительской звезде. Наибольший интерес представляет планета GJ 163 c, поскольку её орбита лежит в обитаемой зоне.
Первая планета, Глизе 163 b, имеет период обращения 8,6 дней и является слишком жаркой, чтобы считаться пригодной для жизни.
В 2013 году была открыта третья планета, GJ 163 d, вращающаяся дальше, чем Глизе 163 c и Глизе 163 b. Её масса равна 29,4 масс Земли, орбита лежит на расстоянии 1,02 а. е. от звезды. Год на ней длится около 600 суток.
В системе GJ 163 были также обнаружены два кандидата в планеты, получившие наименования GJ 163 e и GJ 163 f. Однако для подтверждения их существования необходимы дальнейшие наблюдения. Ниже представлена сводная таблица характеристик всех планет.